# Pervenchères
Pervenchères és un municipi francès situat al departament de l'Orne i a la regió de Normandia. L'any 2007 tenia 392 habitants.

## Demografia

### Població
El 2007 la població de fet de Pervenchères era de 392 persones. Hi havia 150 famílies de les quals 40 eren unipersonals (24 homes vivint sols i 16 dones vivint soles), 57 parelles sense fills, 45 parelles amb fills i 8 famílies monoparentals amb fills.
La població ha evolucionat segons el següent gràfic:
Habitants censats

### Habitatges
El 2007 hi havia 218 habitatges, 155 eren l'habitatge principal de la família, 58 eren segones residències i 5 estaven desocupats. 212 eren cases i 6 eren apartaments. Dels 155 habitatges principals, 93 estaven ocupats pels seus propietaris, 59 estaven llogats i ocupats pels llogaters i 3 estaven cedits a títol gratuït; 2 tenien una cambra, 11 en tenien dues, 36 en tenien tres, 56 en tenien quatre i 51 en tenien cinc o més. 124 habitatges disposaven pel capbaix d'una plaça de pàrquing. A 69 habitatges hi havia un automòbil i a 69 n'hi havia dos o més.

### Piràmide de població
La piràmide de població per edats i sexe el 2009 era:
| Homes | Edats   | Dones |
| ----- | ------- | ----- |
| 0     | 95 o +  | 4     |
| 0     | 90 a 94 | 0     |
| 4     | 85 a 89 | 0     |
| 0     | 80 a 84 | 0     |
| 8     | 75 a 79 | 12    |
| 12    | 70 a 74 | 16    |
| 4     | 65 a 69 | 16    |
| 4     | 60 a 64 | 8     |
| 8     | 55 a 59 | 0     |
| 12    | 50 a 54 | 16    |
| 12    | 45 a 49 | 8     |
| 20    | 40 a 44 | 16    |
| 20    | 35 a 39 | 12    |
| 16    | 30 a 34 | 12    |
| 12    | 25 a 29 | 20    |
| 24    | 20 a 24 | 4     |
| 12    | 15 a 19 | 12    |
| 16    | 10 a 14 | 16    |
| 16    | 5 a 9   | 12    |
| 4     | 0 a 4   | 8     |

## Economia
El 2007 la població en edat de treballar era de 239 persones, 176 eren actives i 63 eren inactives. De les 176 persones actives 159 estaven ocupades (81 homes i 78 dones) i 16 estaven aturades (10 homes i 6 dones). De les 63 persones inactives 28 estaven jubilades, 22 estaven estudiant i 13 estaven classificades com a «altres inactius».

### Ingressos
El 2009 a Pervenchères hi havia 141 unitats fiscals que integraven 347 persones, la mediana anual d'ingressos fiscals per persona era de 14.495 €.

### Activitats econòmiques
Dels 19 establiments que hi havia el 2007, 1 era d'una empresa extractiva, 1 d'una empresa de fabricació d'altres productes industrials, 4 d'empreses de construcció, 4 d'empreses de comerç i reparació d'automòbils, 1 d'una empresa de transport, 1 d'una empresa d'hostatgeria i restauració, 4 d'empreses de serveis, 1 d'una entitat de l'administració pública i 2 d'empreses classificades com a «altres activitats de serveis».
Dels 8 establiments de servei als particulars que hi havia el 2009, 1 era una gendarmeria, 1 taller de reparació d'automòbils i de material agrícola, 1 paleta, 1 fusteria, 2 lampisteries, 1 agència de treball temporal i 1 restaurant.
L'any 2000 a Pervenchères hi havia 24 explotacions agrícoles que ocupaven un total de 1.106 hectàrees.

## Equipaments sanitaris i escolars
El 2009 hi havia una escola elemental integrada dins d'un grup escolar amb les comunes properes formant una escola dispersa.

## Poblacions més properes
El següent diagrama mostra les poblacions més properes.